# Gymnopleurus jacksoni
Gymnopleurus jacksoni là một loài bọ cánh cứng trong họ Bọ hung (Scarabaeidae).